# Zbrodnia katyńska w świetle dokumentów
Zbrodnia katyńska w świetle dokumentów – obszerny raport polskiego rządu na uchodźstwie w Londynie poświęcony zbrodni katyńskiej, opracowany przez Józefa Mackiewicza, a później także przez Zdzisława Stahla, opublikowany po raz pierwszy w 1948 roku w Wielkiej Brytanii z przedmową gen. Władysława Andersa.
Raport zawiera dokumenty, świadectwa i fotografie związane z zamordowaniem wiosną 1940 roku polskich jeńców wojennych z obozów w Kozielsku, Starobielsku i Ostaszkowie przez funkcjonariuszy radzieckiego NKWD na rozkaz najwyższych władz Związku Radzieckiego. Jedną z jego części jest analiza sfałszowanego raportu radzieckiego tzw. Komisji Burdenki, wskazująca na zawarte w nim nieprawdziwe dane.
„Zbrodnia katyńska w świetle dokumentów” była wielokrotnie wznawiana na Zachodzie. W okresie PRL jej rozpowszechnianie w Polsce było zakazane przez cenzurę i przed 1990 rokiem ukazywała się w kraju jako wydawnictwo podziemne (wydawała ją m.in. Niezależna Oficyna Wydawnicza NOWA). 
Książka ukazywała się przez wiele lat bez informacji o decydującym wkładzie Józefa Mackiewicza w jej opracowanie.